# Worcester (Vermont)
Worcester és una població dels Estats Units a l'estat de Vermont. Segons el cens del 2000 tenia 902 habitants.

## Demografia
Segons el cens del 2000, Worcester tenia 902 habitants, 346 habitatges, i 251 famílies. La densitat de població era de 9 habitants per km².
Per edats la població es repartia de la següent manera: un 26,4% tenia menys de 18 anys, un 6,8% entre 18 i 24, un 28,8% entre 25 i 44, un 31,6% de 45 a 60 i un 6,4% 65 anys o més.
L'edat mediana era de 38 anys. Per cada 100 dones de 18 o més anys hi havia 100,6 homes.
La renda mediana per habitatge era de 39.732 $ i la renda mediana per família de 48.750 $. Els homes tenien una renda mediana de 32.083 $ mentre que les dones 27.083 $. La renda per capita de la població era de 19.698 $. Entorn del 6% de les famílies i el 8,5% de la població estaven per davall del llindar de pobresa.